# Pontault-Combault
Pontault-Combault és un municipi francès, situat al departament de Sena i Marne i a la regió de l'Illa de França. L'any 2006 tenia 43.241 habitants.
Forma part del cantó de Pontault-Combault, del districte de Torcy i de la Comunitat d'aglomeració de París-Vallée de la Marne.